# Unsubstantial Blues
Unsubstantial Blues, znany także jako Aprócska Blues – debiutancki utwór węgierskiej piosenkarki Magdi Rúzsy napisany przez samą artystkę we współpracy z Imre Mózsikiem i wydany jako singiel w 2007 roku. Węgierskojęzyczna wersja piosenki została umieszczona na debiutanckiej płycie studyjnej piosenkarki zatytułowanej Ördögi angyal z 2006 roku.
W 2007 roku utwór został wybrany wewnętrznie na propozycję reprezentującą Węgry w 41. Konkursie Piosenki Eurowizji organizowanym w Helsinkach. 10 maja został zaprezentowany przez Rúzsę jako dwudziesty drugi w kolejności w półfinale Konkursu Piosenki Eurowizji i zdobył 224 punkty, w tym m.in. maksymalne noty 12 punktów od Danii, Islandii i Serbii, dzięki czemu awansował do finału z drugiego miejsca. W sobotnim finale, który odbył się 12 maja, Rúzsa wystąpiła z nim jako ósma w kolejności i otrzymała łącznie 128 punktów, w tym 12 punktów od Serbii, dzięki czemu zajęła ostatecznie dziewiąte miejsce. 
Po finale konkursu utwór został wyróżniony Nagrodą Kompozytorów im. Marcela Bezençona, której laureata wybierają kompozytorzy biorący udział w danej edycji konkursu.

## Lista utworów
CD maxi single
1. „Unsubstantial Blues” – 3:05
2. „Aprócska Blues” – 2:59

- Teledysk do „Unsubstantial Blues” – 3:06

## Notowania na listach przebojów
| Kraj    | Lista (2007)   | Najwyższe miejsce |
| ------- | -------------- | ----------------- |
| Węgry   | Singles Top 40 | 9                 |
| Szwecja | Singles Top 60 | 59                |